# بئر النصر
بئر النصر هي قرية مغربية،بإقليم بن سليمان . تقع بئر النصر بين الرباط والدار البيضاء، و تضم 5.195 نسمة (إحصاء 2 سبتمبر 2004).
- هي نقطة التقاء سكان الدواوير الستة (السعيدية والعطاطرة وأولاد سي أحمد وأولاد مسعود وأولاد اعميرة وأولاد شميشة)